# Cornicularius
Der Cornicularius (von lateinisch corniculum ‚Ehrenhorn‘) war ein Rang in einer römischen Legion. Er wurde als Ordonnanzoffizier eingesetzt und führte in dieser Funktion den Verwaltungsstab ranghöherer Offiziere. Während des Prinzipats war der Cornicularius ein hochrangiger und vielseitig einsetzbarer Bürokrat, der aufgrund seiner administrativen Qualifikationen in den verschiedensten verwaltungstechnischen Dienstbereichen arbeiten konnte. Dies betraf zunächst nicht nur den militärischen Bereich, da es den Cornicularius auch in Zivilverwaltung gab. Der Name leitet sich von einem Orden mit zwei kleinen Hörnern ab, den der Cornicularius an der Kopfbedeckung trug.

## Funktion
Es gab mindestens sechs Positionen, die ein Cornicularius einnehmen konnte. Wie Inschriften zeigen, stand er im Dienstgrad unter einem Legionszenturio und über dem Actuarius, dem Proviantmeister. Als Ordonnanzoffizier eingesetzt, umfasste das Arbeitsfeld des „Cornicularius“ Verwaltungsaufgaben verschiedener Art. Vielfach wurde der Cornicularius für die Leitung einer Schreibstube (Tabularium), die auch als Rechnungskasse genutzt wurden, abgestellt. Die Truppenkasse selbst wurde von der Quästur (Zahlmeisterei) verwaltet.
Je nach Einsatzebene kann während des Prinzipats unterschieden werden in:
- Cornicularius centuriae oder Cornicularius centurionis principis: Ordonnanzoffizier in der Centurie oder eines Centurio principis
- Cornicularius tribuni: Ordonnanzoffizier eines Tribuns
- Cornicularius praefecti: Ordonnanzoffizier des Lagerpräfekten
- Cornicularius stratores: Verwalter der Stallmeisterei
- Cornicularius procuratoris (Augusti): Finanzverwalter im Officium eines Prokurators
- Cornicularius consularis: Ordonnanzoffizier eines Kommandeurs oder Befehlshabers

Der Cornicularius in der Spätantike hatte möglicherweise zusätzliche oder andere Betätigungsfelder, als in der hohen Kaiserzeit. So lässt sich nachweisen, dass der spätantike Cornicularius direkt in das Proviantwesen involviert war und selbstständig Lebensmittellieferungen quittieren durfte, was für das Prinzipat nicht belegt ist. Der spätantike militärische Cornicularius gehörte nicht mehr der kämpfenden Truppe an, sondern wurde zum reinen Verwaltungssoldaten.